# Фудбалска репрезентација Југославије 1931.
Фудбалска репрезентација Југославије је 1931. године одиграла осам утакмица, од којих су 4 одигране у Балканском купу а 4 су биле пријатељске. Биланс је био исти број победа и пораза са позитивном гол-разликом. 
У овој сезони у репрезентацији су играла 32 фудбалера, од којих су њих десетотица били дебитанти. Забележено је и да је пао и први аутогол. Потстигао га је Милутин Ивковић у 48 утакмици репрезентације против Фудбалске репрезентације Бугарске одиграној у финалном делу првог Балканског купа 4. октобра 1931.

## Резултати
| #   | Датум  | Противник    | Рез.      | Стрелци | Стадион, Место                 | Глед.  | Судија                        | Састав | Врста | Извор          |
| --- | ------ | ------------ | --------- | --- | ------------------------------ | ------ | ----------------------------- | --- | ----- | -------------- |
| 42. | 15.03. | Грчка        | 4:1 (2:0) | 1:0 Хитрец 35‘ (6) 2:0 Томашевић 38‘ (1), 2:1 Мијакис 52‘, 3:1 Томашевић 78‘ (2), 4:1 Томашевић 87‘ (3)                                           | Стадион БСК-а Београд          | 8.000  | Константин Радулеску Румунија | Спасић (Југ. 1/0), Ивковић (БАСК 27/0), Бабић (Кон. 9/2), Јовановић (БСК 2/0), Премерл (Кон. 18/1), Ђокић (Југ. 7/0), Тирнанић (БСК 11/3), Марјановић (БСК 21/12), Хитрец (ХАШК 5/6), Томашевић (БАСК 1/3), Вирић (БСК 1/0) Селектор:Бошко Симоновић (9)                                                  | БК    | [ мртва веза ] |
| 43. | 19.04. | Бугарска     | 1:0 (1:0) | 1:0 Марјановић 19‘ (14) | Стадион СК Југославије Београд | 10.000 | Denis Xifando Румунија        | Спасић (Југ. 2/0), Радовановић (БСК 1/0), Бабић (Кон. 10/2), Арсенијевић (БСК 22/0), Премерл (Кон. 19/1), Ђокић (Југ. 8/0), Тирнанић (БСК 12/3), Марјановић (БСК 22/13), Хитрец (ХАШК 6/6), Вујадиновић (БСК 9/5), Вирић (БСК 2/0) Селектор:Бошко Симоновић (10)                                          | БК    | [ мртва веза ] |
| 44. | 21.05. | Мађарска     | 3:2 (1:1) | 1:0 Марјановић 19‘ (13) 1:1 Ауер 36‘, 1:2 Ауер 50‘, 2:2 Хитрец 53‘ (7 пен.), 3:2 Лемешић 83‘ (3)                                                  | Београд                        | 12.000 | Емил Гебел Аустрија           | Спасић (Југ. 3/0), Ивковић (БАСК 28/0), Микачић (Хај. 2/0), Арсенијевић (БСК 23/0), Премерл (Кон. 20/1), Ђокић (Југ. 9/0), Тирнанић (БСК 13/3), Марјановић (БСК 23/14), Хитрец (ХАШК 7/7), Лемешић (Хај. 3/3), Зечевић (Југ. 1/0) Селектор:Бошко Симоновић (11)                                           | ПУ    | [ мртва веза ] |
| 45. | 28.06. | Румунија     | 2:4 (1:1) | 0:1 Гланцман 14‘, 1:1 Зечевић 39‘ (1), 1:2 Бодола 49‘, 1:3Н. Ковач 50‘, 2:3 Марјановић 68‘ (15), 2:4 Бодола 88‘                                   | Стадион ХАШКа Загреб           | 8.000  | Апостолос Николаидис Грчка    | Михалчић (Гра. 16/0), Ивковић (БАСК 29/0), Микачић (Хај. 3/0), Арсенијевић (БСК 24/0), Премерл (Кон. 21/1), Ђокић (Југ. 10/0), Тирнанић (БСК 14/3), Марјановић (БСК 24/15), Хитрец (ХАШК 8/7), Лемешић (Хај. 4/3), Зечевић (Југ. 2/1) Селектор:Бошко Симоновић (12)                                       | БК    | [ мртва веза ] |
| 46. | 2.08.  | Чехословачка | 2:1 (1:0) | 1:0 Живковић 42‘ (1), 2:0Марјановић 49‘ (16), 2:1 Пуц 52‘                                                                                         | Стадион СК Југославије Београд | 12.000 | Јоханес Лангенус Белгија      | Спасић (Југ. 4/0), Ивковић (БАСК 30/0), Лукић БСК 2/0), Марушић (Хај. 2/0), Премерл (Кон. 22/1), Лехнер (Сла. 1/0), Тирнанић (БСК 15/3), Марјановић (БСК 25/16), Хитрец (ХАШК 9/7), Живковић (Кон. 1/1), Зечевић (Југ. 3/1) Селектор:Бошко Симоновић (13)                                                 | ПУ    | [ мртва веза ] |
| 47. | 2.10.  | Турска       | 0:2 (0:2) | 0:1 Ребли 22‘, 0:2 Фикрет 26‘ | Стадион Левски Софија          | 3.000  | Михаљ Иванчич Мађарска        | Михалчић (Гра. 17/0) Ивковић (БАСК 31/0), Рајковић Гра. 1), Марушић (Хај. 3/0), Премерл (Кон. 23/1), Ђорђевић (БСК 3/0), Тирнанић (БСК 16/3), Марјановић (БСК 26/16), Сотировић (БСК 4/2), Вујадиновић (БСК 10/5), Кокотовић (Гра. 1/0) Селектор:Бошко Симоновић (14)                                     | БК    | [ мртва веза ] |
| 48. | 4.10.  | Бугарска     | 2:3 (0:2) | 1:0 Тирнанић 3‘ (4), 0:2 Марјановић 20‘ (17) 1:2 Ивковић 47‘ аг 2:2 Стојанов 56‘ 2:3 Панчев 86‘                                                   | Стадион Јунак Софија           | 15.000 | Михаљ Иванчич Мађарска        | Михалчић (Гра. 18/0), Ивковић (БАСК 32/0), Тошић БСК 2/0), Јовановић (БСК 3/0), Премерл (Кон. 24/1), Марушић (Хај. 4/0), Тирнанић (БСК 17/4), Марјановић (БСК 27/17), Сотировић (БСК 5/2), Томашевић (БАСК 2/3), Кокотовић (Гра. 2/0) Селектор:Бошко Симоновић (15)                                       | БК    | [ мртва веза ] |
| 49. | 25.10. | Пољска       | 3:6 (2:5) | 0:1 Балцер 4‘, 0:2 Балцер 12‘, 1:2 Бек 17‘ (4) 1:3 Мартина 22‘ 1:4 Книола 26‘ 2:4 Хитрец 32‘ (8) 2:5 Книола 40‘ 2:6 Балцер 51‘ 3:6 Хитрец 53‘ (9) | Стадион Варта Познањ           | 24.000 | Густав Крист Чехословачка     | Спасић (Југ. 5/0) (Чулић Хај. 46‘ 1/0), Ивковић (БАСК 33/0), Тошић БСК 3/0), [ Арсенијевић (БСК 25/0), Дешковић (Хај. 1/0), Марушић (Хај. 5/0), Тирнанић (БСК 18/4), Хитрец (ХАШК 10/9), Секулић (Југ. 6/0), Бек ((Сет. ФРА 7/4), Зечевић (Југ. 4/1) (Боначић Хај. 46‘ 8/2) Селектор:Бошко Симоновић (16) | ПУ    | [ мртва веза ] |

### Биланс репрезентације у 1931 год
| Година | Играла | Добила | Нерешила | Игубила | Голова дала | Голова примила | Гол-разлика |
| ------ | ------ | ------ | -------- | ------- | ----------- | -------------- | ----------- |
| 1931   | 8      | 4      | 0        | 4       | 17          | 16             | +1          |

### Укупан биланс репрезентације 1920 — 1931 год
| Година  | Играла | Добила | Нерешила | Игубила | Голова дала | Голова примила | Гол-разлика |
| ------- | ------ | ------ | -------- | ------- | ----------- | -------------- | ----------- |
| 1931    | 8      | 4      | 0        | 4       | 17          | 16             | +1          |
| 1920-30 | 41     | 15     | 4        | 22      | 78          | 114            | -36         |
| Укупно  | 49     | 19     | 4        | 26      | 95          | 130            | -35         |

### Играли 1931
| ред. бр | Име                   | Клуб        | Играо 1931. | Укупно играо | Голови 1931. | Укупно голова |
| ------- | --------------------- | ----------- | ----------- | ------------ | ------------ | ------------- |
| 1.      | Александар Тирнанић   | БСК         | 8           | 18           | 1            | 4             |
| 2.      | Милутин Ивковић       | БАСК        | 7           | 33           | 0            | 0             |
| 2.      | Благоје Марјановић    | БСК         | 7           | 27           | 5            | 17            |
| 2.      | Данијел Премерл       | ХАШК        | 7           | 24           | 0            | 1             |
| 5.      | Иван Хитрец           | ХАШК        | 6           | 10           | 4            | 9             |
| 6.      | Јован Спасић          | Југославија | 5           | 5            | 0            | 0             |
| 7.      | Милорад Арсенијевић   | БСК         | 4           | 25           | 0            | 0             |
| 7.      | Момчило Ђокић         | Југославија | 4           | 10           | 0            | 0             |
| 7.      | Анђелко Марушић       | Хајдук      | 4           | 5            | 0            | 0             |
| 7.      | Добривоје Зечевић     | Југославија | 4           | 4            | 1            | 1             |
| 11.     | Максимилијан Михалчић | Грађански   | 3           | 18           | 0            | 0             |
| 12.     | Драгутин Бабић        | Конкордија  | 2           | 10           | 0            | 2             |
| 12.     | Ђорђе Вујадиновић     | БСК         | 2           | 10           | 0            | 5             |
| 12.     | Кузман Сотировић      | БСК         | 2           | 5            | 0            | 2             |
| 12.     | Лео Лемешић           | Хајдук      | 2           | 4            | 1            | 3             |
| 12.     | Марко Микачић         | Хајдук      | 2           | 3            | 0            | 0             |
| 12.     | Миодраг Јовановић     | БСК         | 2           | 3            | 0            | 0             |
| 12.     | Драган Тошић          | БСК         | 2           | 3            | 0            | 0             |
| 12.     | Александар Томашевић  | БАСК        | 2           | 2            | 3            | 3             |
| 12.     | Драгослав Вирић       | БСК         | 2           | 2            | 0            | 0             |
| 12.     | Мирко Кокотовић       | Грађански   | 2           | 2            | 0            | 0             |
| 22.     | Антун Боначић         | Хајдук      | 1           | 8            | 0            | 2             |
| 22.     | Иван Бек              | Сет. ФРА    | 1           | 7            | 1            | 4             |
| 22.     | Бранислав Секулић     | Југославија | 1           | 6            | 0            | 0             |
| 22.     | Мирослав Лукић        | БАСК        | 1           | 2            | 0            | 0             |
| 22.     | Љубиша Ђорђевић       | БСК         | 1           | 5            | 0            | 0             |
| 22.     | Марко Рајковић        | Грађански   | 1           | 1            | 0            | 0             |
| 22.     | Мирослав Дешковић     | Хајдук      | 1           | 1            | 0            | 0             |
| 22.     | Бартол Чулић          | Хајдук      | 1           | 1            | 0            | 0             |
| 22.     | Густав Лехнер         | Славија     | 1           | 1            | 0            | 0             |
| 22.     | Александар Живковић   | Конкордија  | 1           | 1            | 1            | 1             |
| 22.     | Предраг Радовановић   | БСК         | 1           | 1            | 0            | 0             |

### Највише одиграних утакмица 1920 — 1931
| ред. бр | Име                   | Клуб        | Играо 1931. | Укупно играо | Голови 1931. | Укупно голова |
| ------- | --------------------- | ----------- | ----------- | ------------ | ------------ | ------------- |
| 1.      | Милутин Ивковић       | БАСК        | 7           | 33           | 0            | 0             |
| 2.      | Благоје Марјановић    | БСК         | 7           | 27           | 5            | 17            |
| 3.      | Милорад Арсенијевић   | БСК         | 4           | 25           | 0            | 0             |
| 4.      | Данијел Премерл       | ХАШК        | 7           | 24           | 1            | 1             |
| 5.      | Александар Тирнанић   | БСК         | 8           | 18           | 1            | 4             |
| 5.      | Максимилијан Михалчић | Грађански   | 3           | 18           | 0            | 0             |
| 7.      | Емил Першка           | Грађански   | 0           | 14           | 0            | 2             |
| 8.      | Стјепан Врбанчић      | ХАШК        | 0           | 12           | 0            | 0             |
| 9.      | Еуген Дасовић         | ХАШК        | 0           | 10           | 0            | 0             |
| 9.      | Фрањо Гилер           | Грађански   | 2           | 10           | 0            | 3             |
| 9.      | Иван Хитрец           | ХАШК        | 6           | 10           | 4            | 9             |
| 9.      | Драгутин Бабић        | Конкордија  | 2           | 10           | 0            | 2             |
| 9.      | Ђорђе Вујадиновић     | БСК         | 2           | 10           | 0            | 5             |
| 9.      | Момчило Ђокић         | Југославија | 4           | 10           | 0            | 0             |

### Листа стрелаца 1931
| Пласман | Име                  | Клуб        | Играо 1931. | Укупно играо | Голови 1931. | Укупно голова |
| ------- | -------------------- | ----------- | ----------- | ------------ | ------------ | ------------- |
| 1.      | Благоје Марјановић   | БСК         | 7           | 27           | 5            | 17            |
| 2.      | Иван Хитрец          | ХАШК        | 6           | 10           | 4            | 9             |
| 3.      | Александар Томашевић | БАСК        | 2           | 2            | 3            | 3             |
| 4.      | Иван Бек             | Сет. ФРА    | 1           | 7            | 1            | 4             |
| 4.      | Лео Лемешић          | Хајдук      | 2           | 4            | 1            | 3             |
| 4.      | Александар Живковић  | Конкордија  | 1           | 1            | 1            | 1             |
| 4.      | Александар Тирнанић  | БСК         | 8           | 18           | 1            | 4             |
| 4.      | Добривоје Зечевић    | Југославија | 4           | 4            | 1            | 1             |

### Листа стрелаца 1920 — 1931
| Пласман | Име                  | Клуб        | Играо 1931. | Укупно играо | Голови 1931. | Укупно голова |
| ------- | -------------------- | ----------- | ----------- | ------------ | ------------ | ------------- |
| 1.      | Благоје Марјановић   | БСК         | 7           | 27           | 5            | 17            |
| 2.      | Иван Хитрец          | ХАШК        | 6           | 10           | 4            | 9             |
| 3.      | Ђорђе Вујадиновић    | БСК         | 2           | 10           | 0            | 5             |
| 4.      | Бранко Зинаја        | ХАШК        | 0           | 6            | 0            | 4             |
| 4.      | Драган Јовановић     | Југославија | 0           | 8            | 0            | 4             |
| 4.      | Александар Тирнанић  | БСК         | 8           | 18           | 1            | 4             |
| 4.      | Иван Бек             | Сет. ФРА    | 1           | 7            | 1            | 4             |
| 8.      | Владимир Винек       | Конкордија  | 0           | 6            | 0            | 3             |
| 8.      | Славин Циндрић       | Конкордија  | 0           | 5            | 0            | 3             |
| 8.      | Мирко Боначић        | Хајдук      | 0           | 6            | 0            | 3             |
| 8.      | Фрањо Гилер          | Грађански   | 0           | 10           | 0            | 3             |
| 8.      | Александар Томашевић | БАСК        | 2           | 2            | 3            | 3             |
| 8.      | Лео Лемешић          | Хајдук      | 2           | 4            | 1            | 3             |
| 14.     | Душан Петковић       | Југославија | 0           | 8            | 0            | 2             |
| 14.     | Геза Шарас Абрахам   | Грађански   | 0           | 2            | 0            | 2             |
| 14.     | Адолф Перцл          | Конкордија  | 0           | 2            | 0            | 2             |
| 14.     | Емил Першка          | Грађански   | 0           | 14           | 0            | 2             |
| 14.     | Драгутин Бабић       | Грађански   | 2           | 10           | 0            | 2             |
| 14.     | Кузман Сотировић     | БСК         | 2           | 7            | 0            | 2             |
| 14.     | Љубо Бенчић          | Хајдук      | 0           | 5            | 0            | 2             |
| 14.     | Владимир Лајнерт     | ХАШК        | 0           | 5            | 0            | 2             |
| 14.     | Антун Боначић        | Хајдук      | 1           | 8            | 0            | 2             |
| 22.     | Артур Дубравчић      | Конкордија  | 0           | 9            | 0            | 1             |
| 22.     | Јован Ружић          | Југославија | 0           | 2            | 0            | 1             |
| 22.     | Јарослав Шифер       | Грађански   | 0           | 6            | 0            | 1             |
| 22.     | Стеван Лубурић       | Југославија | 0           | 6            | 0            | 1             |
| 22.     | Милош Белеслин       | БСК         | 0           | 8            | 0            | 1             |
| 22.     | Данијел Премерл      | ХАШК        | 7           | 24           | 0            | 1             |
| 22.     | Бранислав Хрњичек    | Југославија | 0           | 5            | 0            | 1             |
| 22.     | Иван Павелић         | Конкордија  | 0           | 5            | 0            | 1             |
| 22.     | Борис Праунсбергер   | Конкордија  | 0           | 1            | 0            | 1             |
| 22.     | Драгутин Најдановић  | БСК         | 0           | 4            | 0            | 1             |
| 22.     | Александар Живковић  | Конкордија  | 1           | 1            | 1            | 1             |
| 22.     | Добривоје Зечевић    | Југославија | 4           | 4            | 1            | 1             |
|         | Укупно (33)          |             |             |              | 17           | 95            |